# Potez 42
Le Potez 42 a été conçu en 1930 pour répondre à une demande du gouvernement français qui souhaitait disposer d'une petite ambulance aérienne capable d'opérer dans les colonies. Il n'a pas été produit.